# 서원 (배우)
서원(본명: 박성희, 1979년 11월 26일 ~ )은 대한민국의 배우이다. 본명은 박성희로 중학교 3학년 때인 1994년 MBC 청소년 드라마 《사춘기》에 출연하면서 연기 활동을 시작했다. 이후 2002년 개봉한 김기덕 감독의 영화 《나쁜 남자》에 출연하여 주목을 받았고, 그해 대종상 신인여우상과 춘사나운규영화예술제 올해의 신인연기상 및 황금촬영상 신인여우상을 수상했다. 2003년 모든 연예 활동을 중단했다.

## 학력
- 서울중동초등학교 (졸업)
- 연희여자중학교 (졸업)
- 중앙여자고등학교 (졸업)
- 서울예술전문대학 방송연예과 전문학사 (졸업)

## 삶과 경력

### 어린 시절과 초기 활동
서원의 본명은 박성희고 1979년 11월 26일 서울특별시 동대문구에서 태어났다. 장녀로 두 살 어린 남동생이 한 명 있다. 어린 시절 서원의 부모님은 지방을 다니며 장사를 했는데, 가정 형편이 좋지 않아 그녀와 남동생은 외갓집에서 보내는 시간이 많았고, 이후 생활이 더 어려워져 교회에서 지내기도 했다. 서원은 “중학교 때까지는 거의 교회를 집같이 드나들며 살아야 했다.”고 밝히고 있다. 중동초등학교 재학시절에는 몸이 허약하고 얼굴이 까매 ‘소말리아’라는 별명으로 불리기도 했다. 당시 그녀는 노래를 잘 불렀는데, 5학년 때 전국 어린이 동요대회에서 〈마음이 이슬처럼〉을 불러 상을 받기도 했다.
서원은 연희여중 2학년 때인 1993년 미스빙그레 선발대회에서 2등으로 입상한 후, 중학교 3학년에 올라가며 지인의 소개로 MBC 청소년 드라마 《사춘기》 오디션을 봐서 합격하면서 연기 활동을 시작했다. 서원은 《사춘기》에 1994년 3월부터 1년간 출연했는데, 그녀가 맡은 역할은 이동민(정준 분)의 새 여자친구인 박성희 역이었다. 같은 해 SBS 수목드라마 《사랑은 없다》에도 어린 이화영(황신혜 분) 역으로 출연하였다. 1995년에는 SBS의 추리극 《李가사 크리스티》에 김혁(김정현 분)의 여동생 역으로 단역 출연했다. 이후 1996년 모범생과 불량학생의 우정을 그린 단막극 《드라마게임》 〈컴백홈〉 편에 김소연과 같이 출연해 모범생 선애 역을, KBS 청소년 드라마 《사랑이 꽃피는 계절》에서는 박정우(이영호 분)의 여자친구인 서채영 역을 연기했다. 이듬해인 1997년에는 신년특집극 《황금깃털》에 박준구(백일섭 분)의 딸 박수정 역으로 출연했다.
한편, 서원은 중앙여자고등학교 재학시절 연극반 활동을 했다. 그런데 서원이 2학년 때 3학년 선배들이 서원을 포함한 2학년 학생들의 엉덩이를 각목으로 때리는 사건이 발생해 연극반은 해체되었다. 서원은 고교 졸업후 1998년 서울예대 방송연예과에 진학했다.

### 대학 진학 이후의 활동 및 활동 중단
서원은 1998년 김기덕 감독의 영화 《파란 대문》 오디션에 참가해 최종 단계까지 갔으나 선발되지 못하였다. 김기덕은 이후 “당시 서원이 아주 마음에 들었으나 유명인을 원하는 제작사의 반대에 부딪혔다”고 말하였다. 1999년에는 KBS 주말연속극 《종이학》의 뒷부분(47회부터 출연)에 조나현(명세빈 분)이 음악학과에 복학한 후 등장하는 작은 역할인 과 대표 강민경 역으로 출연하였고, SBS 아침드라마 《첼로》에도 윤수경(양정아 분)의 마음씨 착한 동생 윤수희 역으로 출연하였다.
서원은 이듬해인 2000년 개봉한 김기덕 감독의 영화 《섬》에서 조연인 티켓다방 여종업원 은아 역을 맡으며 영화 무대에 데뷔하였다. 김기덕 감독이 《파란 대문》 오디션시 눈여겨봤던 그녀를 《섬》에 캐스팅한 것이었다. 같은 해 12월부터는 오락 프로그램인 SBS 《뷰티플 라이프》의 〈신 80일간의 세계일주 - 아름다운 비행〉 코너에 이제까지 사용하던 본명 박성희가 아닌 ‘서빛나’라는 이름으로 출연하였다. 이 무렵 예명을 ‘서원’으로 바꾸었다. 2001년에는 SBS 일일드라마 《소문난 여자》에 정병훈(손지창 분)의 여동생으로 새언니 이정님(강성연 분)을 괴롭히는 시누이 정병순 역으로 출연했다.
같은 해인 2001년 서원은 김기덕 감독의 영화 《나쁜 남자》에 주연으로 캐스팅되었다. 그녀가 맡은 역할은 사창가 깡패인 한기(조재현 분)의 계략에 말려 여대생에서 창녀로 추락하는 선화 역이었다. 김기덕은 “《나쁜 남자》의 선화 역은 서원에게만 제안했다. 선화 역을 해낼 배우는 거의 없다. 시나리오를 보면 곳곳에 치가 떨리는 묘사 투성이다”고 말하였다. 서원의 주변 사람들은 그녀가 이 영화에 출연하는 것을 말렸으나, 김기덕 감독의 작품에 관심이 많았던 서원은 선화 역을 수락하였다. 김기덕은 “서원은 선화를 너무 잘 해냈다. 그 어떤 배우보다 실감나게 했고, 찍으면서도 진짜 창녀같았다”고 그녀의 연기를 칭찬했으나, 서원은 “영혼을 다쳤다”는 말로 이 역이 무척 고통스러웠음을 표현했다. 2002년 1월 개봉한 《나쁜 남자》는 전국관객 70만 명(비공식)을 기록하며 예상외로 흥행하였고, 서원은 이 작품으로 2002년 대종상 신인여우상, 춘사나운규영화예술제 올해의 신인연기상 및 황금촬영상 신인여우상을 수상했다. 한편, 《나쁜 남자》는 ‘여성에 대한 폭력성’으로 여성운동계로부터 비판을 받았는데, 조재현과 서원은 같은 해 여성관객영화상에서 최악의 남녀 배우로 각각 선정되기도 했다.
서원은 《나쁜 남자》 이후 2002년 10월부터 방송된 KBS 월화드라마 《고독》에 초등학교 동창이자 직장 동료인 민영우(류승범 분)를 짝사랑하는 유진영 역으로 출연했다. 다음 해인 2003년 3월에는 연극 《뚝이》에 출연하였다. 이후 서원은 연예 활동을 중단하였다.

## 출연 작품

### 텔레비전
| 연도* | 제목               | 역할                   | 방송사 | 비고                          |
| ----- | ------------------ | ---------------------- | ------ | ----------------------------- |
| 1994  | 사춘기             | 박성희                 | MBC    | 60회 〈3학년1반〉 편부터 출연 |
| 1994  | 사랑은 없다        | 어린 이화영            | SBS    |                               |
| 1995  | 모래시계           | 단역(혜린 오빠 약혼녀) | SBS    | 제13부에 출연                 |
| 1995  | 李가사 크리스티    | 단역                   | SBS    |                               |
| 1996  | 드라마게임         | 선애                   | KBS2   | 〈컴백홈〉 편                 |
| 1996  | 사랑이 꽃피는 계절 | 서채영                 | KBS2   |                               |
| 1997  | 황금깃털           | 박수정                 | MBC    |                               |
| 1999  | 종이학             | 강민경                 | KBS2   | 제47회부터 출연               |
| 1999  | 첼로               | 윤수희                 | SBS    |                               |
| 2001  | 소문난 여자        | 정병순                 | SBS    |                               |
| 2002  | 고독               | 유진영                 | KBS2   |                               |

*다년간 방송된 프로그램의 경우 방송 시작 연도가 아닌, 서원이 출연한 연도 또는 출연하기 시작한 연도를 가리킨다.

### 영화
| 연도* | 제목      | 역할 | 비고 |
| ----- | --------- | ---- | ---- |
| 2000  | 섬        | 은아 |      |
| 2002  | 나쁜 남자 | 선화 |      |

*개봉일 순.

### 연극
- 2003년 《뚝이》

### 뮤직 비디오
- 2002년 〈떠나가라〉 (Q.O.Q)

## 수상 및 후보
| 연도 | 시상식                      | 부문                  | 작품      | 결과 | 출처                             |
| ---- | --------------------------- | --------------------- | --------- | ---- | -------------------------------- |
| 2002 | 제39회 대종상 영화제        | 신인여우상            | 나쁜 남자 | 수상 |                                  |
| 2002 | 제10회 춘사나운규영화예술제 | 올해의 신인연기상(여) | 나쁜 남자 | 수상 | [ 깨진 링크 ( 과거 내용 찾기]) ] |
| 2002 | 제23회 청룡영화상           | 신인여우상            | 나쁜 남자 | 후보 |                                  |
| 2002 | 제25회 황금촬영상           | 신인여우상            | 나쁜 남자 | 수상 |                                  |